# Lillian Bassman
Lillian Bassman, född 15 juni 1917 i New York, död 13 februari 2012, var en amerikansk fotograf och formgivare. 
Bassman föddes 1917 i Brooklyn av ukrainska immigranter. Hon gifte sig med sin barndomsvän Paul Himmel. De båda möttes för första gången när hon var sex år och igen när Lillian var 15 då de båda umgicks i bohemkretsar i Greenage Village. Efter konststudier praktiserade Bassman 1941 på tidskriften Harper's Bazaar där hon arbetade sig upp till chefsformgivare för den nya tidskriften Harper's Junior. På denna gav hon uppdrag till fotografer som Richard Avedon och även till sin man, Paul Himmel. Hon deltog ofta i det praktiska arbetet, bland annat med framkallningen, för att styra bildernas uttryck. Bassman började snart fotografera själv. När Richard Avedon fick uppdrag i Paris och flyttade dit, övertog Bassman hans studio och mörkrum. Harper's Junior lades ner 1948 och Bassman började nu istället arbeta enbart med fotografi och försörjde sig som kommersiell fotograf. 
Hon fick i uppdrag att fotografera en serie underkläder åt Christian Dior i hans nya serie The New Look. Relationen till modellerna var en viktig förutsättning för Bassman i hennes skapande. Bassman beskrev att modellerna  "[inte] behövde [...] förföra mig som de behövde med män, utan berättade om sig själva". Tillsammans med dem kunde Bassman få förtroendet att utveckla ett eget svart-vitt bildspråk som kännetecknas av intimitet och lekfullhet, starka kontraster, ofta med oskärpa och oväntade kompositioner. Alla var inte positiva till Bassmans bilder. Den nye chefredaktören på  Harper's, Carmel Snow, sa uttryckligen till Lillian Bassman att sluta göra konst och fotografera "så man kan se knapparna i kläderna". Bassman var starkt kritisk till stylister och 60-talets mode tyckte hon var tråkigt. 1969 slutade hon därför att fotografera kommersiellt och ägnade sig bara åt att göra egna abstrakta bilder. 
Fotohistorikern Martin Harrison upptäckte på 1990-talet lådor med Bassmans kontaktkartor i paret Himmel-Bassmans hem. Tillsammans plockade de fram bilderna som tidigare redaktörer inte uppskattade och förstorade för första gången upp dem. De rönte stor uppmärksamhet vilket  fick till följd att den då drygt 70-åriga Bassman åter började fotografera. Hon arbetade bland annat för Vogue fram till 2004, året då hon fyllde 86 år. Hennes nyupptäckta, gamla bilder har ställts ut över hela USA och i Europa.